# Mick Hayde
Mick Hayde (sinh ngày 20 tháng 6 năm 1971) là một cầu thủ bóng đá người Anh, từng thi đấu ở vị trí hậu vệ tại Football League cho Chester City.